# Aqueduc de Cherchell
L'aqueduc de Cherchell a été construit à l'époque romaine pour canaliser l'eau provenant de Menaceur, près de Chenoua, vers Césarée de Maurétanie, alors capitale de la province de Maurétanie Césarienne.

## Description
C'est l'aqueduc romain le plus long d'Afrique ; il fait 40 km de long et 35 m de haut. Il est dans un état de conservation remarquable.

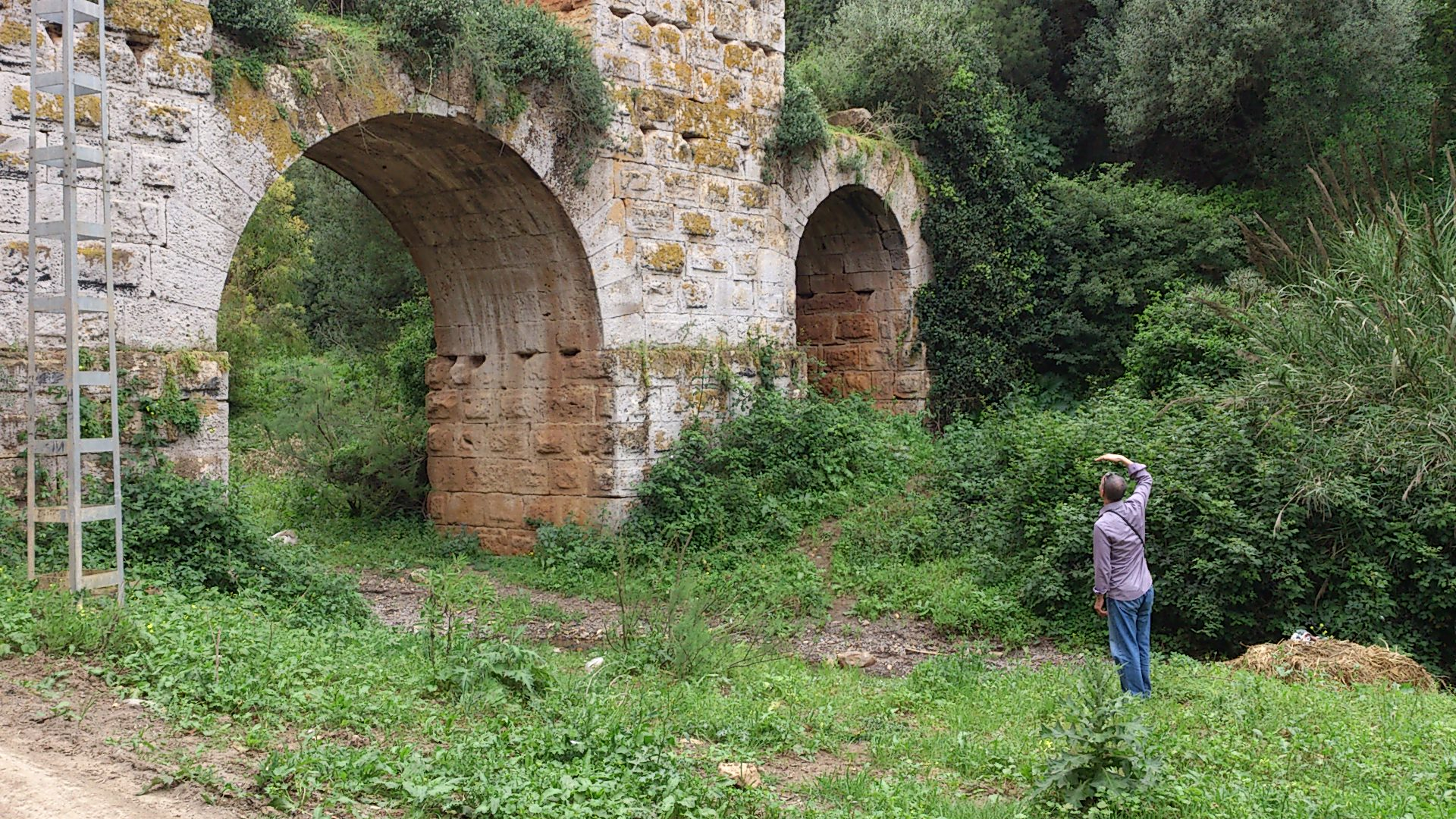
Une vue de près de l'aqueduc